# Le Ban-Saint-Martin
Le Ban-Saint-Martin – miejscowość i gmina we Francji, w regionie Grand Est, w departamencie Mozela.
Według danych na rok 1990 gminę zamieszkiwało 4066 osób, a gęstość zaludnienia wynosiła 2557 osób/km² (wśród 2335 gmin Lotaryngii Le Ban-Saint-Martin plasuje się na 109. miejscu pod względem liczby ludności, natomiast pod względem powierzchni na miejscu 1239.).